# Sorbus porrigens
Sorbus porrigens är en rosväxtart som beskrevs av Hedlund. Sorbus porrigens ingår i släktet oxlar, och familjen rosväxter. Inga underarter finns listade i Catalogue of Life.